# Majid Michel
Majid Michel es un actor, modelo, personalidad de televisión, además de evangelista y humanitario ghanés. Recibió nominaciones en la categoría Mejor Actor Protagónico en los Premios de la Academia del Cine Africano en 2009, 2010, 2011, 2012, 2014 y 2017. Ganó el premio en 2012 después de tres nominaciones consecutivas.

## Biografía
Michel nació en Cantonments, un suburbio en Acra. Hijo de padre libanés y madre ghanesa, creció junto con sus nueve hermanos en la capital ghanesa. En la secundaria, participó activamente en teatro y fue miembro del Club de Drama. Como miembro del club de teatro, recibió un premio como mejor actor en una de sus actuaciones en el Día de la Emancipación en Cape Coast, Ghana.

## Carrera
Michel ingresó a la actuación profesional haciendo una audición para una agencia de modelos. Protagonizó la serie de televisión Things We Do for Love, adquiriendo su apodo de "Shaker" en el set. En una entrevista de 2017 con Star FM Ghana, explicó que no consiguió el papel para la primera película que audicionó debido a su mal desempeño al actuar, y describió su "pasión por la actuación" como lo que lo llevó a seguir adelante en el industria del cine.
En 2008, interpretó el papel principal en la película Agony of the Christ, que recibió siete nominaciones en los AMAA u2009. En octubre de 2017, reveló que su paga era al menos de $ 15,000 por película y también reveló haber ganado hasta $ 35,000 por protagonizar una película. En 2016, explicó que a pesar de interpretar personajes románticos en películas, nunca se ha involucrado con una actriz. En octubre de 2017, mencionó en una entrevista de radio que debido a sus creencias religiosas, ya no interpretaría personajes con escenas de beso.
Es uno de los actores ghaneses que se incorporó a la industria cinematográfica durante el período en que Frank Rajah Arase firmó un contrato con Abdul Salam Mumuni de Venus Films de Ghana, que consistía en introducir actores ghaneses en la industria cinematográfica de Nollywood. Las películas producidas bajo este contrato incluyen: Crime to Christ (2007), Agony of Christ (2008), Heart of Men (2009), The Game (2010) y Who Loves Me? (2010).
Debutó en Nollywood en el drama romántico de 2009, Emerald, junto a Genevieve Nnaji. Si bien su actuación y química en pantalla con Nnaji fueron elogiadas, la película recibió críticas en gran parte mixtas a negativas. Sin embargo en 2009, la película Silent Scandals le dio reconocimiento en Nigeria. La película recibió críticas positivas por sus altos valores de producción y la actuación y química en pantalla. Nollywood Forever comentó: "Su intensidad [de Michel] se concentra en sus ojos y la usa bien por lo que es comprensible que siempre obtenga papeles en los que el amor, mujeres y la seducción de ellas juegan un papel importante". El mismo año, se estrenó otra película protagonizada por él, Guilty Pleasures; con críticas generalmente positivas y elogios a su actuación. En 2010, protagonizó nuevamente junto a Genevieve Nnaji en Bursting Out, una película que recibió críticas mixtas.
En una entrevista confesó que cuando conoció a Genevieve, "todo se detuvo" y que él estaba tan impresionado que se ofreció a llevar su bolso y ser su asistente personal. En otra entrevista, afirmó que ella era la mejor en las escenas de beso de la industria del cine nigeriano. También declaró en una entrevista que al trabajar con ella le enseñó "cómo actuar". En otra entrevista insinuó que Ghana carecía de una industria cinematográfica. Todas estás declaraciones, junto con los roles explícitos de sus películas, hicieron que las controversias lo siguieran en el inicio de su carrera. A finales de 2010, se informó que el actor se tomaría un descanso en su carrera en Nigeria tras, supuestamente, recibir amenazas de muerte de sus colegas nigerianos.
En 2012, protagonizó la película de guerra Somewhere in Africa, interpretando a un tirano. Aunque la película no obtuvo buenas reseñas de la crítica, su interpretación le valió buenos comentarios, y se hizo ganador de un Premio de la Academia de Cine de África por primera vez. Esto impulsó su carrera una vez más en Nollywood. En 2014, coprotagonizó el éxito de taquilla 30 Days. Sin embargo, Forgetting de junio del mismo año recibió críticas generalmente negativas.
También participó en Knocking on Heaven's Door y Being Mrs Elliot, los cuales tuvieron un desempeño decente, comercial y críticamente.

## Filmografía
- Make a Move
- Things We Do For Love
- Chelsea
- Agony of Christ
- Somewhere in Africa
- Shakira
- Evil Doctor's Do
- The Game
- Bursting out
- 4 Play
- 4 Play Reloaded
- A Sting in a Tale
- Silent Scandals (2009)
- Passion of the Soul
- Crime to Christ
- Royal Battle
- Divine Love
- Gangster
- Guilty Pleasure (2009)
- Tears of a Womanhood
- St. Michael
- Shattered Mirror
- Save the Prince
- The Beast
- Royal Madness
- Her Excellency
- Reason to Kill
- Blood of Fire
- Final Crisis
- Captain
- Under the Sky
- The Three Widows
- Professional Lady
- House of Gold (2013)
- Nation Under Siege (2013)
- Forgetting June
- Matters Arising (2014)
- Knocking on Heaven's Door (película) (2014)
- Being Mrs Elliot (2014)
- 30 Days in Atlanta (2014)
- Brother's Keeper (2014)
- Champagne (2014)
- Road to Yesterday (2015) junto a Genevieve Nnaji y Deyemi Okanlawon
- Bishop Jerry (2015)
- Amuma" (2015),[45]
- The Department (2015)[46]
- The Mad Man I Love (2015)[47]
- Shattered Lives (2016)[48]
- Slow Country
- Yolo
- Deepest Cut (2018)

## Vida personal
Michel está casado y tiene tres hijos. En 2015, reveló que su esposa era la responsable de su éxito, y solo hace referencia a Dios antes que a ella. Renovaron sus votos matrimoniales ese mismo año.
Majid es un cristiano renacido. El 4 de octubre de 2016, fue ministro invitado en una iglesia local donde compartió la palabra. En declaraciones a Joy FM en Ghana, describió su nueva vida espiritual como "genuina e inspirada por su comprensión de la Biblia". En 2017, explicó que su relación con Dios le ha costado algunos de sus amigos. En un sermón de Pascua en 2017, resumió toda la esencia de la cruxificación de Cristo como "derrocar el racismo, el odio, la envidia, los celos, el orgullo, la guerra y los poderes demoníacos con una vida sencilla y llena de gracia". En octubre, declaró que Dios lo había utilizado para realizar milagros en las personas. También se expresó sobre temas como masturbación y diezmo.